# Itanium
Itanium (/aɪˈteɪniəm/) è una famiglia di microprocessori Intel a 64 bit di cessata produzione che implementava l'architettura Intel Itanium (precedentemente chiamata IA-64). Itanium è il nome commerciale del primo processore con architettura interamente a 64 bit sviluppato da Intel insieme a Hewlett-Packard allo scopo di fare concorrenza ai processori RISC DEC Alpha. Tale architettura prende il nome di IA-64, per differenziarsi dalla IA-32 alla base delle altre CPU Intel, Xeon sempre per i server, Pentium (Pentium 4 compresi i predecessori e Pentium D) e Core.
Originariamente previsto per il 2000, è invece arrivato sul mercato solo a giugno 2001 dopo molti rimandi e alcune smentite che volevano sostenere addirittura l'abbandono del progetto per gli alti costi e le scarse previsioni di rendita.
L'architettura Itanium nacque presso Hewlett-Packard (HP) e venne successivamente sviluppata congiuntamente da HP e Intel. Il primo processore Itanium, nome in codice "Merced", venne lanciato sul mercato nel giugno 2001; inizialmente Intel commercializzò questi processori per server aziendali e sistemi di calcolo ad alte prestazioni prevedendo una espansione verso il mercato consumer in un secondo momento. All'epoca gli analisti dei due colossi coinvolti nel progetto, ritenevano infatti che l'architettura IA-64 dopo una - all'epoca ritenuta inevitabile - affermazione nel mondo server e "mission critical", si sarebbe estesa successivamente ai server di fascia più bassa, sostituendo Xeon, e sarebbe alla fine penetrata anche nel mercato dei personal computer a livello consumer, in ultima analisi soppiantando le architetture RISC e CISC allora esistenti per tutte le applicazioni ad uso generale.
Alla sua prima uscita nel 2001, le prestazioni di Itanium si rivelarono tuttavia deludenti rispetto a quelle dei processori RISC e CISC all'epoca padroni del mercato, tanto che in svariati articoli su The Register ed altre pubblicazioni dell'epoca si ironizzò sul nome della nuova CPU, modificandolo in "Itanic" (il nome apparve per la prima volta su Usenet nell'ottobre 1999 poche ore dopo l'annuncio del nuovo nome commerciale del chip) con riferimento al Titanic, alla sua presunta inaffondabilità affermata all'atto del varo ed all'amaro contrasto con la sua terribile fine. L'emulazione per eseguire le applicazioni e i sistemi operativi x86 esistenti era particolarmente scarsa. I sistemi basati su Itanium sono stati prodotti da HP e dalla sua successiva controparte Hewlett Packard Enterprise (HPE) nella linea di server Integrity, e da diversi altri produttori.
Nel febbraio 2017, Intel rilasciò la generazione finale, Kittson, per i clienti di prova e a maggio iniziò a distribuirlo in volumi. È stato utilizzato esclusivamente nei server mission-critical di HPE.
Nel 2019, Intel annunciò che nuovi ordini per Itanium sarebbero stati accettati fino al 30 gennaio 2020 e le spedizioni sarebbero cessate entro il 29 luglio 2021. Questo avvenne secondo programma, portando alla cessazione totale della produzione e della commercializzazione del prodotto.
Itanium non ha mai avuto successo al di fuori dei server aziendali e dei sistemi di calcolo ad alte prestazioni, e l'architettura è stata alla fine soppiantata dall'architettura x86-64 (chiamata anche AMD64) del concorrente AMD. Infatti mentre Intel si dibatteva nei problemi, avendo la sua nuova creatura a 64 bit problemi di alti costi, basse prestazioni rispetto alle aspettative e sostanziale mancanza di software scritto appositamente per essa, AMD introdusse x86-64, un'estensione compatibile dell'architettura x86 a 32 bit, quindi dotata di nuova architettura a 64 bit, ma restando compatibile con l'architettura a 32 bit su cui era basato tutto il mondo software all'epoca esistente. Tale implementazione x86-64 fu alla fine quella vincente, e diede origine ai processori server di AMD della linea Opteron e tanto che anche Intel stessa dovette implementarla, ad esempio, nella linea Xeon. Dal 2009, la maggior parte dei server iniziò ad adottare i processori x86-64, che fecero quello che era stato ambizione del progetto Itanium, overo espandersi dalla fascia server a quella consumer, conquistando il mercato dei PC domestici e da gaming.
In un articolo intitolato "Intel's Itanium is finally dead: The Itanic sunken by the x86 juggernaut" Techspot dichiarò "La promessa di successo di Itanium finì affondata dalla mancanza di supporto legacy a 32 bit su cui era basato tutto l'ecosistema preesistente e dalle difficoltà nel lavorare con l'architettura per scrivere e mantenere il software" mentre l'affermazione di una singola ISA dominante si sarebbe avuta con l'implementazione dalle estensioni AMD64.

## Storia

### Inizio: 1989-1994
Nel 1989, HP iniziò a ricercare un'architettura che superasse i limiti previsti delle architetture RISC (reduced instruction set computer) causati dal grande aumento di complessità necessario per eseguire più istruzioni per ciclo di clock, a causa della necessità di controllare dinamicamente le dipendenze e gestire con precisione le eccezioni. HP assunse Bob Rau di Cydrome e Josh Fisher di Multiflow, i pionieri del calcolo VLIW (very long instruction word). Una parola di istruzione VLIW può contenere diverse istruzioni indipendenti, che possono essere eseguite in parallelo. Diventava così molto importante il ruolo del compilatore che deve quindi cercare di trovare combinazioni valide di istruzioni che possono essere eseguite contemporaneamente, eseguendo effettivamente la pianificazione delle istruzioni che i processori superscalari convenzionali invece realizzano in hardware "on the fly" al momento dell'esecuzione.
I ricercatori HP modificarono il classico VLIW in un nuovo tipo di architettura, successivamente chiamata EPIC (Explicitly Parallel Instruction Computing), che si differenzia per:
- avere bit di template che mostrano quali istruzioni sono indipendenti all'interno e tra i pacchetti di tre istruzioni, che consente l'esecuzione esplicitamente parallela di più pacchetti;
- per la predicazione delle istruzioni per ridurre la necessità di salti;
- e per il blocco completo per eliminare gli slot di ritardo.

In EPIC l'assegnazione delle unità di esecuzione alle istruzioni e il momento della loro emissione possono essere decisi dall'hardware, a differenza del classico VLIW. HP intendeva utilizzare queste caratteristiche in PA-WideWord, il successore pianificato del loro ISA PA-RISC. EPIC era inteso a fornire il miglior equilibrio tra l'uso efficiente dell'area del silicio e dell'elettricità, e la flessibilità generale.
Nel 1993 HP tenne una competizione interna per progettare le migliori (simulate) microarchitetture di tipo RISC ed EPIC, guidate rispettivamente da Jerry Huck e Rajiv Gupta. Il team EPIC vinse, con oltre il doppio delle prestazioni simulate del concorrente RISC.
Allo stesso tempo Intel stava cercando anche modi per realizzare ISA migliori. Nel 1989 Intel aveva lanciato l'i860, che commercializzava per workstation, server e supercomputer iPSC e Paragon. Si differenziava dagli altri processori RISC per essere in grado di passare tra la normale modalità a singola istruzione per ciclo, a una modalità in cui le coppie di istruzioni sono definite esplicitamente come parallele, in modo da eseguirle nello stesso ciclo senza dover fare il controllo delle dipendenze. Un'altra caratteristica distintiva erano le istruzioni per una pipeline a virgola mobile esposta, che consentiva il triplicamento della velocità rispetto alle istruzioni a virgola mobile convenzionali. Entrambe queste caratteristiche furono lasciate in gran parte inutilizzate perché i compilatori non le supportavano, un problema che poi ebbe anche Itanium. Senza di esse, il parallelismo (e quindi le prestazioni) dell'i860 non era migliore di quello degli altri processori RISC, quindi fallì alla prova del mercato. Itanium avrebbe quindi adottato una forma più flessibile di parallelismo esplicito rispetto all'i860.
Nel novembre 1993 HP si avvicinò a Intel, cercando una collaborazione su un'architettura innovativa per il futuro. L'idea era quella di riuscire a progettare chip che, pur rivolgendosi al mercato di fascia alta, potessero contare su un processo produttivo a basso costo ma su un'architettura prestante e altamente scalabile. Ma per un progetto del genere occorrevano molti soldi, e HP capì che da sola non ce l'avrebbe mai fatta. Per questo venne ricercato un partner, che venne individuato in Intel, che vide positivamente l'occasione di sganciarsi dall'architettura x86 sulla quale non deteneva l'esclusiva in termini di brevetti, e nel contempo sviluppare una nuova architettura a 64 bit che rimediasse al fallimento dell'i860. All'epoca Intel stava cercando di estendere x86 a 64 bit in un processore con il nome in codice P7, cosa che stava risultando problematica. In seguito Intel sostenne che quattro diversi team di progettazione avevano esplorato le estensioni a 64 bit, ma ognuno di loro aveva concluso che l'implementazione a 64 bit su bas x86 non fosse economicamente fattibile. All'incontro con HP, gli ingegneri di Intel rimasero impressionati quando Jerry Huck e Rajiv Gupta presentarono l'architettura PA-WideWord che avevano progettato per sostituire PA-RISC.
Presto Intel e HP iniziarono a condurre discussioni tecniche approfondite in un ufficio HP, dove ogni parte aveva sei ingegneri che scambiavano e discutevano le ricerche architetturali riservate di entrambe le società. Decisero quindi di usare non solo PA-WideWord, ma anche il più sperimentale HP-Labs PlayDoh come fonte della loro futura architettura congiunta. Convinta della superiorità del nuovo progetto, nel 1994 Intel cancellò i suoi piani esistenti per P7.
Nel giugno 1994 Intel e HP annunciarono il loro sforzo congiunto per creare una nuova ISA che adottasse le idee di Wide Word e VLIW, una nuova generazione di processori insomma in grado di competere con le rivali del calibro di Sun Microsystems e IBM. Per l'architettura di questi chip, oggi battezzata IA-64, HP scelse di combinare la sua tecnologia superscalare con quella very long instruction word (VLIW), adottata anche da Transmeta per le sue CPU Crusoe prima, e Efficeon poi. Albert Yu [il direttore generale di Intel per i microprocessori] dichiarò: "Se fossi nei panni dei concorrenti, sarei molto preoccupato. Sai è come quando pensi di avere un futuro, ma in realtà non ce l'hai." Sul futuro di P7, Intel disse che l'alleanza lo avrebbe influenzato, ma "non era chiaro" se avrebbe "completamente abbracciato la nuova architettura". Più tardi nello stesso mese, Intel disse che alcune delle prime caratteristiche della nuova architettura sarebbero apparse sui chip Intel già a partire da P7, ma la versione completa sarebbe apparsa in seguito. Nell'agosto del 1994 EE Times riportò che Intel aveva detto agli investitori che P7 era in fase di rivalutazione e probabile cancellazione a favore del processore HP. Intel emise poco dopo una precisazione, dicendo che P7 era ancora in fase di definizione, e che HP avrebbe potuto contribuire alla sua architettura. In seguito fu confermato che il nome in codice P7 era effettivamente passato al processore HP-Intel. All'inizio del 1996 Intel rivelò il suo nuovo nome in codice, Merced.
HP riteneva che non fosse più conveniente per le singole aziende come HP stessa sviluppare microprocessori proprietari, questo era il motivo per l'alleanza con Intel nel 1994 per sviluppare l'architettura IA-64, derivata da EPIC. Intel era disposta a intraprendere il grande sforzo di sviluppo su IA-64 nella speranza che il microprocessore risultante fosse usato dalla maggioranza dei produttori di sistemi aziendali, ed essendo un nuovo brevetto che non fosse riproducibile dalla concorrenza, nella fattispecie AMD che deteneva diritti sulla architettura x86. HP e Intel avviarono un grande sforzo di sviluppo congiunto con l'obiettivo di consegnare il primo prodotto, Merced, nel 1998.
Secondo Bob Rau, "un chip VLIW opera come un'orchestra classica, suonando composizioni già scritte, mentre un chip superscalare lavora più similmente ad un quartetto jazz, dove i musicisti improvvisano e reagiscono al volo al modo di suonare degli altri musicisti".
Il nome che HP diede alla sua architettura ibrida fu explicitly parallel instruction computing (EPIC), una tecnologia che, a detta del noto marchio, combina il meglio dei due progetti per risolvere grossi e annosi problemi che da sempre hanno afflitto le due architetture tradizionali: CISC e RISC. L'alleanza fra Intel e HP avrebbe portato vantaggi per entrambe: per la prima era l'occasione di consolidare ed ampliare la propria posizione nell'ambìto e lucroso mercato dei server, per la seconda l'opportunità di veder diffusa una piattaforma su cui sarebbe potuta partire avvantaggiata rispetto agli avversari. Occorsero quasi tre anni alle due aziende per buttar giù il primo progetto basato sull'architettura EPIC: Merced, poi ribattezzato con il nome commerciale di Itanium. Tre anni in cui i due colossi cercarono di far convergere le loro due diversissime filosofie di sviluppo: quella di Intel tesa a creare chip economici e senza troppi fronzoli, e quella di HP tesa a creare chip complessi e di proporzioni poco adatte al mercato PC. Alla fine ne è uscito fuori questo Itanium che, accanto alla necessità di mantenere basse le sue dimensioni per minimizzare i difetti di produzione, e quindi il suo costo finale, integra comunque funzionalità di alto livello, come la correzione degli errori (machine check architecture).

### Progettazione e ritardi: 1994-2001
Merced venne progettato da un team di 500 persone, che Intel ammise, in seguito, essere troppo inesperto, composto, come era, da molti giovani laureati. John Crawford (Intel) colui che era stato tra i protagonisti dello sviluppo dell'80386 fu designato architetto capo del progetto, mentre Jerry Huck (HP) fu scelto come vice. All’inizio dello sviluppo HP e Intel ebbero una divergenza: Intel voleva più hardware dedicato alle istruzioni in virgola mobile. HP tuttavia prevalse in seguito alla scoperta di un bug hardware in virgola mobile nei Pentium di Intel. Quando Merced fu pianificato per la prima volta a metà del 1996, si rivelò troppo grande, “questo era molto peggio di qualsiasi cosa avessi visto prima”, disse Crawford. I progettisti dovettero ridurre la complessità (e quindi le prestazioni) dei sottosistemi, tra cui l’unità x86 e tagliando la cache L2 a 96 KB. Alla fine si convenne che l’obiettivo dimensionale poteva essere raggiunto solo usando il processo a 180 nm invece di quello previsto a 250 nm. Nel luglio 1997 il passaggio al processo a 180 nm ritardò Merced spostandone l'uscita prevista verso la seconda metà del 1999. Più tardi emersero problemi con i tentativi di velocizzare i percorsi critici senza disturbare la velocità degli altri circuiti. Il progetto di Merced fu completato il 4 luglio 1999, e in agosto Intel produsse il primo chip di test.
Le aspettative per Merced calarono nel tempo, man mano che emergevano ritardi e carenze di prestazioni, spostando l’attenzione e l’onere del successo sul secondo design Itanium guidato da HP, con il nome in codice McKinley. Poco prima della rivelazione di EPIC al Microprocessor Forum nell’ottobre 1997, un analista del Microprocessor Report disse che Itanium non avrebbe “mostrato prestazioni competitive fino al 2001. Ci vorrà la seconda versione del chip per far vedere le prestazioni”.[33] Al Forum, Fred Pollack di Intel originò il mantra “aspetta McKinley” quando disse che avrebbe raddoppiato le prestazioni di Merced e avrebbe “fatto saltare i calzini”,[34][35] usando lo stesso processo a 180 nm di Merced.[36] Pollack disse anche che le prestazioni x86 di Merced sarebbero state inferiori a quelle dei processori x86 più veloci, e che x86 avrebbe “continuato a crescere ai suoi ritmi storici”. Intel disse che IA-64 non avrebbe avuto molta presenza nel mercato dei consumatori per 5-10 anni.
Più tardi fu riportato che la motivazione di HP quando iniziò a progettare McKinley nel 1996 era quella di avere più controllo sul progetto in modo da evitare i problemi che influivano sulle prestazioni e sui tempi di Merced. Il team di progettazione consolidò gli obiettivi del progetto di McKinley nel 1997. A fine maggio 1998 Merced fu ritardato, spostandolo a metà del 2000, e ad agosto 1998 gli analisti si interrogavano sulla sua fattibilità commerciale, dato che McKinley sarebbe arrivato poco dopo con il doppio delle prestazioni, poiché i ritardi stavano trasformando Merced in un semplice veicolo di sviluppo per l’ecosistema Itanium. La narrativa “aspetta McKinley” stava diventando prevalente. Lo stesso giorno fu riportato che a causa dei ritardi, HP avrebbe esteso la sua linea di processori PA-RISC PA-8000 da PA-8500 fino a PA-8900. Nell’ottobre 1998 HP annunciò i suoi piani per altre quattro generazioni di processori PA-RISC, con PA-8900 impostato per raggiungere 1,2 GHz nel 2003.
Entro marzo 1999 alcuni analisti si aspettavano che Merced fosse spedito in volume solo nel 2001, ma il volume era ampiamente previsto basso poiché la maggior parte dei clienti avrebbe aspettato McKinley. A maggio 1999, due mesi prima della finalizzazione di Merced, un analista disse che il mancato raggiungimento della finalizzazione prima di luglio avrebbe comportato un altro ritardo. A luglio 1999, su segnalazione che il primo silicio sarebbe stato realizzato alla fine di agosto, gli analisti prevedevano un ritardo alla fine del 2000, e convenivano che Merced sarebbe stato usato principalmente per il debug e il test del software IA-64. Linley Gwennap di MPR disse di Merced che “a questo punto, tutti si aspettano che sarà in ritardo e lento, e il vero avanzamento verrà da McKinley. Questo fa aumentare molto la pressione su McKinley e perché quel team consegni”. A quel punto, Intel aveva rivelato che Merced sarebbe stato inizialmente prezzato a $5000.

### Aspettative
Durante lo sviluppo, Intel, HP e gli analisti di settore prevedevano che IA-64 avrebbe dominato prima il mercato server e workstation a 64 bit, poi si sarebbe espanso ai server di fascia bassa, soppiantando Xeon, e infine sarebbe penetrato nel mondo del personal computer, sostituendo infine le architetture RISC e CISC (Complex Instruction Set Computing) per tutte le applicazioni di uso generale, anche se non sostituendo del tutto x86 almeno nell'immediato futuro, secondo Intel. Nel 1997-1998, il CEO di Intel Andy Grove prevedeva che Itanium non sarebbe arrivato ai computer desktop per quattro o cinque anni dopo il lancio. Al contrario, ci si aspettava che Itanium catturasse il 70% del mercato dei server a 64 bit già nel 2002. Molte persone nell’industria informatica che non condividevano queste rosee previsioni temevano di esprimere dubbi su Itanium per paura della rappresaglia di Intel. Il focus sulla fascia alta del mercato spaventava comunque alcuni analisti, che sostenevano che questo avrebbe lasciato spazio ai concorrenti, per una espansione dalla fascia bassa verso l'alto (quello che poi accadde con AMD-64). Compaq (che nel frattempo aveva comprato DEC) e Silicon Graphics decisero addirittura di abbandonare lo sviluppo ulteriore delle loro architetture proprietarie Alpha e MIPS rispettivamente a favore della migrazione verso IA-64.
Diversi gruppi iniziarono il porting dei sistemi operativi per la nuova architettura, tra cui Microsoft Windows, OpenVMS, Linux, HP-UX, Solaris, Tru64 UNIX, e Monterey/64. Questi ultimi tre furono cancellati prima di raggiungere il mercato. Nel 1997, era evidente che l’architettura IA-64 e il compilatore erano molto più difficili da implementare di quanto originariamente pensato, e il periodo di consegna di Merced iniziò a scivolare.
Intel annunciò il nome ufficiale del processore, Itanium, il 4 ottobre 1999. Entro poche ore, il nome "Itanic" fu coniato su un newsgroup Usenet, un riferimento al RMS Titanic, il transatlantico “inaffondabile” che affondò nel suo viaggio inaugurale nel 1912. “Itanic” fu poi usato spesso da The Register, e da altri, per implicare che il miliardario investimento in Itanium - e l’hype iniziale ad esso associato - sarebbe stato seguito dal suo relativamente rapido declino.
Dopo anni di ricerca e colossali investimenti, Intel e HP dovettero poi affidarsi al giudizio del mercato che, per certi versi, era ancora tutto da inventare. L'era dei PC a 64 bit era dunque iniziata, ma le cose non seguirono la strada che HP ed Intel avevano previsto.

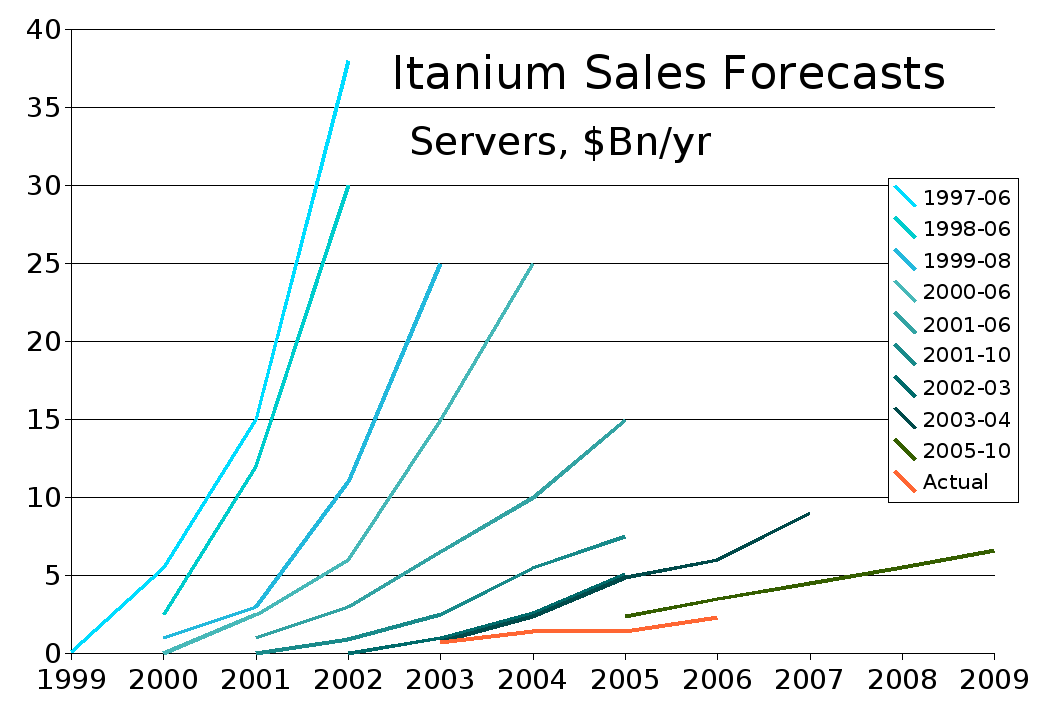

### Itanium (2001)
Dopo aver distribuito 40.000 chip ai partner, Intel lanciò Itanium il 29 maggio 2001, con i primi sistemi OEM di HP, IBM e Dell che furono spediti ai clienti a giugno.
A quel punto le prestazioni di Itanium non erano superiori a quelle dei processori RISC e CISC concorrenti. Itanium dovev competere al low-end (principalmente sistemi a quattro CPU e più piccoli) con server basati su processori x86, e nel mercato high-end con processori IBM POWER e Sun Microsystems SPARC. Intel dovette riposizionare Itanium verso i mercati del business e del calcolo HPC ad alta gamma, tentando di duplicare il mercato "orizzontale" di successo dell'x86 (cioè, singola architettura, più fornitori di sistemi). Questa versione iniziale del processore si limitò a sostituire il PA-RISC nei sistemi HP, l'Alpha nei sistemi Compaq e il MIPS nei sistemi SGI, anche se IBM realizzò un supercomputer basato su questo processore. POWER e SPARC sono rimasti forti, mentre l'architettura x86 a 32 bit ha continuato a crescere nello spazio enterprise, basandosi sulle economie di scala alimentate dalla sua enorme base installata.
Solo poche migliaia di sistemi che utilizzavano il processore Itanium Merced originale sono stati venduti, a causa delle prestazioni relativamente scarse, dell'alto costo e della limitata disponibilità di software. Riconoscendo che la mancanza di software potrebbe essere un grave problema per il futuro, Intel ha reso disponibili migliaia di questi primi sistemi ai fornitori di software indipendenti (ISV) per stimolare lo sviluppo. HP e Intel hanno portato sul mercato il processore Itanium 2 di nuova generazione un anno dopo. Poche delle caratteristiche microarchitetturali di Merced sarebbero state trasferite a tutti i successivi progetti Itanium, tra cui la dimensione della cache L1 da 16+16 KB e la decodifica delle istruzioni a 6 vie (due bundle).

### Itanium 2
Il processore Itanium 2 venne rilasciato a luglio 2002, e fu commercializzato solo per i server aziendali, escludendo quindi tutto il resto del mercato. Il primo Itanium 2, con nome in codice McKinley, fu sviluppato di nuovo congiuntamente da HP e Intel: il progetto fu guidato dal team HP di Fort Collins, Colorado, portando al "taping out" (finalizzazione e consegna) del progetto nel dicembre 2000. Questo nuovo progetto riduceva o eliminava molti dei problemi di prestazioni del processore Itanium originale, che erano causati principalmente da un sottosistema di memoria inefficiente, dimezzando circa la latenza e raddoppiando la larghezza di banda di riempimento di ciascuno dei tre livelli di cache. Questo si ottenne espandendo la cache L2 da 96 a 256 KB. I dati in virgola mobile vennero esclusi dalla cache L1, perché la maggiore larghezza di banda della cache L2 risultava più vantaggiosa per le tipiche applicazioni in virgola mobile rispetto alla più bassa latenza della cache L1. La cache L3 era ora integrata sul chip, triplicando in associatività e raddoppiando in larghezza di bus. McKinley aumentava anche notevolmente il numero di possibili combinazioni di istruzioni in un bundle VLIW e raggiungeva una frequenza superiore del 25%, nonostante avesse solo otto stadi di pipeline rispetto ai dieci di Merced.
McKinley conteneva 221 milioni di transistor (di cui 25 milioni per la logica e 181 milioni per la cache L3), misurava 19,5 mm per 21,6 mm (421 mm2) e fu realizzato con un processo CMOS bulk da 180 nm con sei strati di metallizzazione in alluminio. Nel maggio 2003 venne rivelato che alcuni processori McKinley potevano soffrire di un errore di percorso critico che portava al blocco del sistema. Questo si poteva evitare abbassando la frequenza del processore a 800 MHz.
Nel 2003, AMD rilasciò il processore Opteron, che implementava la sua propria architettura a 64 bit chiamata AMD64. L'Opteron ha ottenuto una rapida accettazione nello spazio dei server aziendali perché offriva un facile aggiornamento dall'x86. Sotto l'influenza di Microsoft, Intel ha risposto implementando l'architettura del set di istruzioni x86-64 di AMD invece di IA-64 nei suoi microprocessori Xeon nel 2004, risultando in un nuovo standard de facto a livello industriale.
Nel 2003 Intel ha rilasciò un nuovo membro della famiglia Itanium 2, con nome in codice Madison, inizialmente con una frequenza fino a 1,5 GHz e 6 MB di cache L3. Il chip Madison 9M rilasciato nel novembre 2004 aveva 9 MB di cache L3 e una frequenza fino a 1,6 GHz, raggiungendo 1,67 GHz nel luglio 2005. Entrambi i chip usavano un processo produttivo 130 nm e sono stati la base di tutti i nuovi processori Itanium fino al rilascio di Montecito nel luglio 2006, specificamente Deerfield essendo un Madison a basso consumo e Fanwood essendo una versione di Madison 9M per server di fascia bassa con uno o due socket CPU.
Nel novembre 2005, i principali produttori di server Itanium si unirono a Intel e a un numero di fornitori di software per formare l'Itanium Solutions Alliance per promuovere l'architettura e accelerare lo sforzo di porting del software. L'Alleanza ha annunciato che i suoi membri avrebbero investito $10 miliardi nell'Itanium Solutions Alliance entro la fine del decennio.
L'architettura Itanium non divenne mai dominante nel mercato server, per arrivare infine al suo capolinea con l'abbandono di Itanium da parte di Intel nel gennaio 2020.

## Descrizione

### Alti prezzi e basse prestazioni
Il primo modello, basato sul core Merced, aveva un clock di 800 MHz ed era integrato in pochissime soluzioni prodotte da Intel e HP, ovviamente, anche da Dell, storica partner di Intel nella fornitura di sistemi completi basati proprio sui processori del colosso di Santa Clara. Tali macchine erano, per quanto riguardava HP, 2 server e una workstation, fra cui un server RX9610 a 16 vie (cioè 16 cpu), mentre per quanto riguardava Dell un server PowerEdge 7150 a 4 vie e Big Blue una IntelliStation Z-Pro 6894 a due vie. Più avanti, anche Compaq (poi acquisita dalla stessa HP) si gettò nel nuovo business dei PC a 64 bit, mentre Sun Microsystems non ha mostrato nessun interesse verso l'architettura IA-64 di Intel, sostenendo che la sua piattaforma proprietaria Solaris SPARC fosse di gran lunga superiore e collaudata.
I nuovi sistemi equipaggiati con Itanium costavano di più rispetto ai server e alle workstation che adottavano gli esistenti Xeon basati sull'architettura del Pentium III, ma Intel giustificò questo incremento di costo con le maggiori prestazioni che l'architettura a 64 bit sarebbe riuscita a fornire, soprattutto in campi quali i database e le applicazioni scientifiche e ingegneristiche. Itanium è stato infatti progettato per eseguire applicazioni aziendali di alto livello quali quelle utilizzate in settori come i database appunto, ma anche la business intelligence, l'ERP (enterprise resource planning), il supply chain management, il calcolo intensivo, il CAE (computer-aided engineering) e le transazioni sicure. Un mercato, questo, fino a quel momento, dominato dalle CPU RISC e da produttori come Sun e IBM.
All'inizio erano 7 i sistemi operativi in grado di "parlare" il linguaggio IA-64 di Itanium: HP-UX di HP, AIX 5L di IBM; le versioni a 64 bit di Windows e le distribuzioni Linux di Red Hat, Caldera, SUSE e TurboLinux. Inutile dire che i 2 sistemi operativi che la facevano da padrone anche nel settore dei PC a 64 bit, sono stati i due antagonisti per antonomasia: Windows e Linux.
Comunque, nel frattempo, la stessa Intel metteva già le mani avanti (per rispondere ai molti scettici riguardo alle presunte basse prestazioni dei chip Itanium rispetto ai più blasonati processori con architettura RISC) sostenendo che questa prima generazione di chip IA-64, sarebbe stata soltanto una CPU di sviluppo: entro pochi mesi, infatti, questo chip (basato su Merced come detto prima) avrebbe lasciato il posto a McKinley che era il nome in codice di quello che poi diventò l'Itanium 2.

### Sistemi operativi
L'arrivo sul mercato della CPU Itanium non rappresentò un grosso sforzo soltanto da parte di Intel, ma anche da parte di tutti quei produttori che stavano convertendo i loro sistemi operativi alla nuova architettura IA-64. La gara a chi sarebbe arrivato per primo se la aggiudicarono rispettivamente Windows e Linux, i primi sistemi operativi ad aver girato con successo su di un prototipo di Merced. A seguire arrivarono anche IBM con Monterey 64, HP con il suo Unix e Sun con Solaris. Compaq, dopo numerose difficoltà, decise invece di abbandonare il progetto di porting del Tru64 su Itanium, mentre Silicon Graphics rinunciò alla conversione di Irix in favore di Linux.
Al progetto Monterey 64, che aveva per obiettivo lo sviluppo di un sistema Unix a 64 bit compatibile con Itanium, parteciparono anche, oltre a IBM, Santa Cruz Operation e Sequent. Tru64 rappresentava invece una differente versione di Unix a 64 bit sviluppata da Compaq per la nuova generazione di CPU Alpha. Questa piattaforma è risultata troppo complessa perché Compaq, con i suoi mezzi, potesse farne un porting su architettura IA-64: nonostante l'azienda abbia battuto sul tempo gli avversari nello sviluppo di un sistema operativo a 64 bit, l'incompatibilità con Itanium rappresentò inevitabilmente un handicap non trascurabile. Ma se Compaq poteva avere delle conseguenze negative dall'aver abbattuto il suo ponte con Itanium, Sun invece, ebbe lo stesso problema per un motivo diametralmente opposto. Il supporto in Solaris dell'architettura Intel, rischiò di infliggere il colpo di grazia al già malandato mercato dei suoi processori Sparc.
Fra i protagonisti non poteva certo mancare Linux. Grazie al progetto Trillian, fra i cui membri si trovavano V.A. Linux Research, IBM, Intel, SGI e Cygnus (poi acquisita da Red Hat), questa piattaforma ha rappresentato già dall'inizio il banco di prova più interessante per il nuovo chip Intel e anche la piattaforma più promettente per il futuro. Microsoft, dal canto suo, anche se un po' in ritardo, arrivò al termine del progetto Janus, ovvero l'aggiornamento a 64 bit di Windows 2000, immettendolo sul mercato poco tempo dopo il rilascio di Itanium da parte di Intel.
Circa un anno dopo la fusione tra Compaq ed HP (novembre 2003), HP completò il porting del proprio sistema operativo OpenVMS su questa architettura rinnovando ancora una volta uno dei primi ma ancora solidi sistemi operativi.